# 1re Brigade blindée canadienne
Pour les articles homonymes, voir 1re brigade.

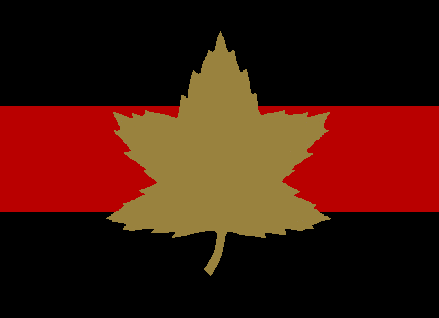
Le signe de formation utilisé pour identifier les chars et autres véhicules de la 1re Brigade blindée canadienne.

La 1re Brigade blindée canadienne était une brigade blindée de l' Armée canadienne, créé pendant la Seconde Guerre mondiale. Elle était composée des 11e, 12e et 14e régiments blindés canadiens et a servi dans la Campagne d’Italie et plus tard sur le Front de l'Ouest. C'était l'une des deux seules brigades blindées canadiennes indépendantes au combat, l'autre étant la 2e Brigade blindée canadienne.

## Historique
Elle a été créée le 4 février 1941 par fusion de l'Ontario Regiment et d'une partie du 12e Régiment blindé du Canada. En mars, le Calgary Regiment se joint à la nouvelle brigade de la 2e division. Le Fort Garry Horse faisait également partie de la brigade à l'origine, mais il a été transféré à la 5e Division du Canada en mai 1941.

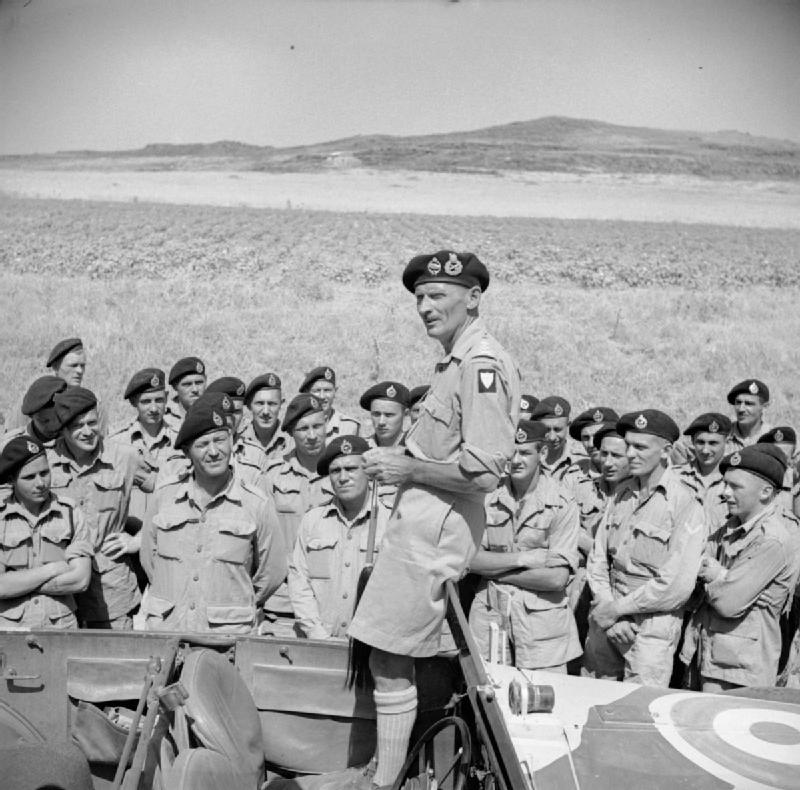
Le Général Sir Bernard Montgomery, commandants de la 8e armée, s'adresse à ses hommes près de Lentini, en Sicile, le 25 juillet 1943.